# Kepa Arrizabalaga
Kepa Arrizabalaga Revuelta, mais conhecido apenas como Kepa (Ondárroa, 3 de outubro de 1994), é um futebolista espanhol que atua como goleiro. Atualmente, joga pelo Arsenal.
Ao ser transferido do Athletic Bibao para o Chelsea, Kepa tornou-se o goleiro mais caro da história do futebol (80 milhões de euros) ultrapassando o brasileiro Alisson, que tinha custado 72,5 milhões de euros quando transferiu-se da Roma para o Liverpool.

## Carreira

### Athletic Bilbao
Kepa Arrizabalaga começou a carreira no Athletic Bilbao. Passou pelos times do Ponferradina e Valladolid, emprestado pela equipe basca para adquirir experiência.  
Em 2016 assumiu a titularidade do Athletic Bilbao, revezando no gol com o veterano Gorka Iraizoz. Mesmo com poucas partidas no Bilbao, o jovem goleiro despertou interesse do Real Madrid. Em janeiro de 2018 o Athletic renovou seu contrato até 2025, com uma cláusula de rescisão no valor de 80 milhões de euros.

### Chelsea
No dia 8 de agosto de 2018, o Chelsea pagou a multa rescisória de Kepa e o transformou no goleiro mais caro da história. O valor ainda não é certo, mas segundo os rumores o seu valor foi de 80 milhões de euros, o que o transformaria no goleiro mais caro da história. Ele estreou na Premier League três dias depois, em uma vitória fora de casa por 3 a 0 contra o Huddersfield Town.
Em 24 de janeiro de 2019, no jogo de volta da semifinal da Copa da Liga Inglesa, Kepa salvou um pênalti de Lucas Moura, do Tottenham, em uma vitória por 4 a 2 no Stamford Bridge, ajudando seu time a chegar à final.
No dia 24 de fevereiro, durante a final da Copa da Liga Inglesa contra o Manchester City, Kepa passou por uma polêmica ao recusar ser substituído. Depois de Kepa ter sofrido câimbras no segundo tempo da prorrogação, Maurizio Sarri quis colocar o experiente Willy Caballero, mas Kepa alegou que poderia continuar e permaneceu em campo, o que deixou o técnico furioso. A partida terminou em 0 a 0 e o Chelsea perdeu nos pênaltis por 4 a 3, apesar de Kepa ter defendido o terceiro pênalti do City, cobrado por Leroy Sané.
Voltou a ser protagonista em uma disputa de pênaltis na semifinal da Liga Europa da UEFA contra o Eintracht Frankfurt, desta vez defendendo duas penalidades em sequência, ajudando assim os Blues a avançarem para a grande final.
Após esse período foi bastante criticado por torcedores, por conta das inúmeras falhas defendendo a meta do Chelsea. Com uma média de mais de 1,1 gols por partida, foi reserva do senegalês Édouard Mendy na temporada 2020–21.

### Real Madrid
Em 13 de agosto de 2023 foi anunciado um empréstimo ao Real Madrid para substituir Thibaut Courtois por conta de uma lesão.

### Bournemouth
Em 29 de agosto de 2024, Kepa foi emprestado ao Bournemouth, clube da Premier League, até o final da temporada 2024-25.

### Arsenal
Em 1 de julho de 2025, o Arsenal anunciou a contratação de Kepa Arrizabalaga. De acordo com o Sky Sports, o atleta custou 5 milhões de libras (R$ 37 milhões) ao time londrino.

## Títulos
Chelsea
- Liga Europa da UEFA: 2018–19
- Liga dos Campeões da UEFA: 2020–21
- Supercopa da UEFA: 2021
- Copa do Mundo de Clubes da FIFA: 2021

Real Madrid
- Supercopa da Espanha: 2023–24
- La Liga: 2023–24
- Liga dos Campeões da UEFA: 2023–24

Espanha
- Liga das Nações da UEFA: 2022–23

### Prêmios individuais
- Equipe do Ano da Liga Europa da UEFA: 2018–19